# Star Trek: Hidden Evil
Star Trek: Hidden Evil es un videojuego de acción y aventura en tercera persona lanzado en 1999 por Activision. Fue desarrollado por Presto Studios en el transcurso de un año y fue creado específicamente para el mercado gamer casual. La trama sucede los eventos de la película de Star Trek: Insurrection, donde el jugador interpreta al personaje de Ensign Sovok trabajando junto al capitán Jean-Luc Picard y al teniente Data, con Patrick Stewart y Brent Spiner retomando sus papeles.

## Trama
El juego es una secuela de la novena película de Star Trek, Star Trek: Insurrection. Los Son'a y los Ba'ku ahora viven en paz en el planeta, y un puesto de avanzada Starfleet ha sido establecido para monitorear la situación. La construcción Son'a descubre unas ruinas antiguas, y el capitán Jean-Luc Picard es enviado a investigar.
El jugador interpretará al personaje de Ensign Sovok, quien se verá enredado en un complot que busca aprovechar los poderes destructivos de una codiciada semilla genética. El jugador deberá enfrentarse a fuerzas alienígenas y burlar a los enemigos en una serie de misiones para evitar que la federación sea víctima de los romulanos.

## Jugabilidad
De forma similar a la serie de juegos de Resident Evil, los personajes de Hidden Evil están modelados con gráficos 3D hechos por computadora que se mueven con controles de tanque sobre un fondo bidimensional estático. A medida que el personaje se mueva entre las pantallas, el ángulo estático de la cámara cambiará cada vez.[3] El jugador también podrá usar una variedad de ítems del universo de Star Trek como el tricoder o el comunicador, que permite al jugador contactar a Picard y a Data.

## Desarrollo
Presto Studios fue contratado por Activision para crear un juego que conectara con Star Trek: Insurrection. Un requisito fue que el juego debía salir antes de la Navidad de 1999, dándole a Presto un año para desarrollar el juego entero. Le exigieron a Presto hacer un juego basado en misiones, pero que le agradara a los gamers casuales, ya que una investigación de Activision reveló que los gamers de PC evitaban los juegos de Star Trek por parecer demasiado difíciles.

## Recepción
El juego ha recibido reseñas mixtas de acuerdo con el sitio web agregador de reseñas GameRankings.
Jef Shoults de IGN dijo que las cinemáticas en el juego estuvieron «bien hechas, pero un poco granuladas», criticó la complejidad de los puzles y sintió que fue demasiado corto, refiriéndose a él como una mera demo de un juego. Stephen Poole de GameSpot describió las animaciones de los personajes durante las secuencias de diálogo como «poco impresionantes», pero creyó que la variedad de la primera parte del juego estuvo bien. Sin embargo, dijo que el juego «se desploma como una roca» una vez que el jugador abandona Ba'ku. Describió las secuencias de combate como «uniformemente poco interesantes» y sintió que el juego dejaría al gamer con un «mal sabor en su boca que probablemente persistirá por mucho tiempo». Jim Preston de NextGen dijo que el juego fue «más bonito que Tasha Yar – tristemente, también es más corto».
Joshua Mintzer jugó el juego para Adventure Classic Gaming y lo comparó con Star Trek: The Next Generation – A Final Unity. Sintió que, aunque A Final Unity fuese de gran envergadura, Hidden Evil parecía más un cómic de Star Trek. Mintzer describió a Hidden Evil como «2.891 disparos conectados por algunos puzles irrelevantes». Sintió que el juego fue apresurado y lo vio como una burla a los mejores juegos previos de Star Trek como A Final Unity y Star Trek: Judgment Rites. Carl Nguyen de AllGame aclamó los gráficos en el juego diciendo que fueron «algunos de los mejores gráficos para un juego de aventuras en tercera persona, con animación con captura de movimiento fluida».[8] Sin embargo, también criticó el valor de rejugabilidad del juego, diciendo que «no esperes jugar Star Trek: Hidden Evil una segunda vez a menos que estés realmente aburrido».
El juego vendió 41.419 unidades en los Estados Unidos para noviembre del 2000 según PC Data.